# Undine (Schiff, 1931)
Die Undine ist ein deutscher Gaffelschoner mit Stahlrumpf.

## Geschichte
Die Undine wurde im Jahr 1931 auf der niederländischen Werft Gebr. Niestern & Co in Delfzijl mit der Baunummer 189 als Franziska gebaut und als Frachtschiff in Nord- und Ostsee betrieben. Vor der Übernahme durch die Kriegsmarine im Zweiten Weltkrieg als X 2542 fuhr das Schiff für die Reederei Franz Werner, Tornesch.
1948 wurde das Schiff umgebaut. Der Rumpf wurde um 5,75 Meter verlängert, wodurch sich die Tragfähigkeit von 150 auf 200 Tonnen erhöhte, und die Takelage entfernt. Bis 1980 war das Schiff als Frachtschiff unter Motor in der Küstenfahrt im Einsatz.
In den Jahren 1980–1984 wurde das Schiff restauriert. Es bekam wieder eine Takelage und der Rumpf wurde auf das alte Maß verkürzt.
Bis 2009 wurde das Schiff für soziale Jugendarbeit genutzt, wobei der Ladungstransport als pädagogisches Werkzeug diente.
Ab 2013 verdiente sie ihren Unterhalt im Ladungsdienst und verkehrte für die Segelreederei Kapitän Hass aus Sonwik in Flensburg im Liniendienst zwischen Hamburg und Sylt. Zusätzlich wurden Trampfahrt-Reisen in ganz Europa unternommen. Ein kleines Zubrot brachten bis zu acht Passagiere, die die Ladungstransporte an Bord während des Liniendienstes miterleben konnten. Aufgrund finanzieller Probleme stellte der Betreiber Insolvenzantrag, die Undine gehörte zur Insolvenzmasse.
Im Mai 2017 kaufte die Stiftung Hamburg Maritim das Schiff, um es als Museumsschiff zu erhalten.

## Technische Daten
Das Schiff verfügt über eine Segelfläche von 420 m² sowie als Hilfsantrieb einen 1937 bei den Deutsche Werke Kiel gebauten Vierzylinder-Viertakt-Dieselmotor vom Typ 4M36 mit 120 PS Leistung. Das Schiff hat eine Ladekapazität von etwa 70 Tonnen.
Die Undine war zuletzt vom Germanischen Lloyd als einziges kommerzielles Segel-Frachtschiff unter deutscher Flagge klassifiziert.